# 攸县南站
攸县南站位于湖南省株洲市攸县渌田镇，是吉衡铁路的一座火车站，技术性质为中间站，业务性质为客、货运站，车站等级为四等站；2013年12月28日随着吉衡铁路启用，2014年7月1日铁路开通客运服务，本站也正式启用客运功能。

## 车站结构
站场规模为到发线4条、货物线2条、牵出线和安全线各1条；站房总建筑面积6000平方米，候车室1600平方米:491，站前广场面积约8万平方米。